# Híres külföldi szakácsok listája
A híres külföldi szakácsok listája azokat a szakácsművészettel foglalkozó személyeket tartalmazza, akik a gasztronómia területén valami különlegeset alkottak és ezáltal híressé váltak. Ide tartoznak a Michelin-csillagot elnyerő séfek vagy a Gault Millau rangsorolásán értékes helyezést elérők. A hasonló besorolású magyar szakemberek a híres magyar szakácsok listáján találhatók. Azok a külföldi szakácsok és gasztrocelebek, akik televíziós szereplésükkel vagy a gasztronómiai írásaikkal váltak ismertté, a Külföldi TV-szakácsok, gasztrocelebek, szakácskönyvszerzők és ismert gasztrobloggerek listájában szerepelnek.

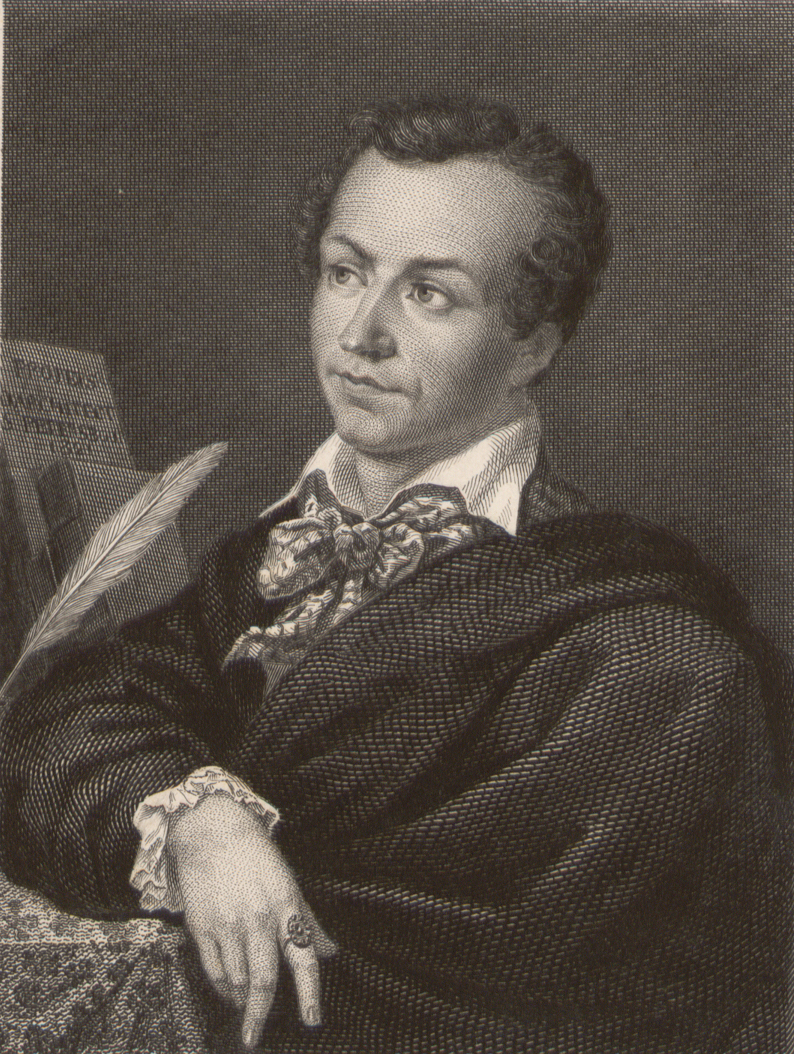
Carême, „a szakácsok királya”

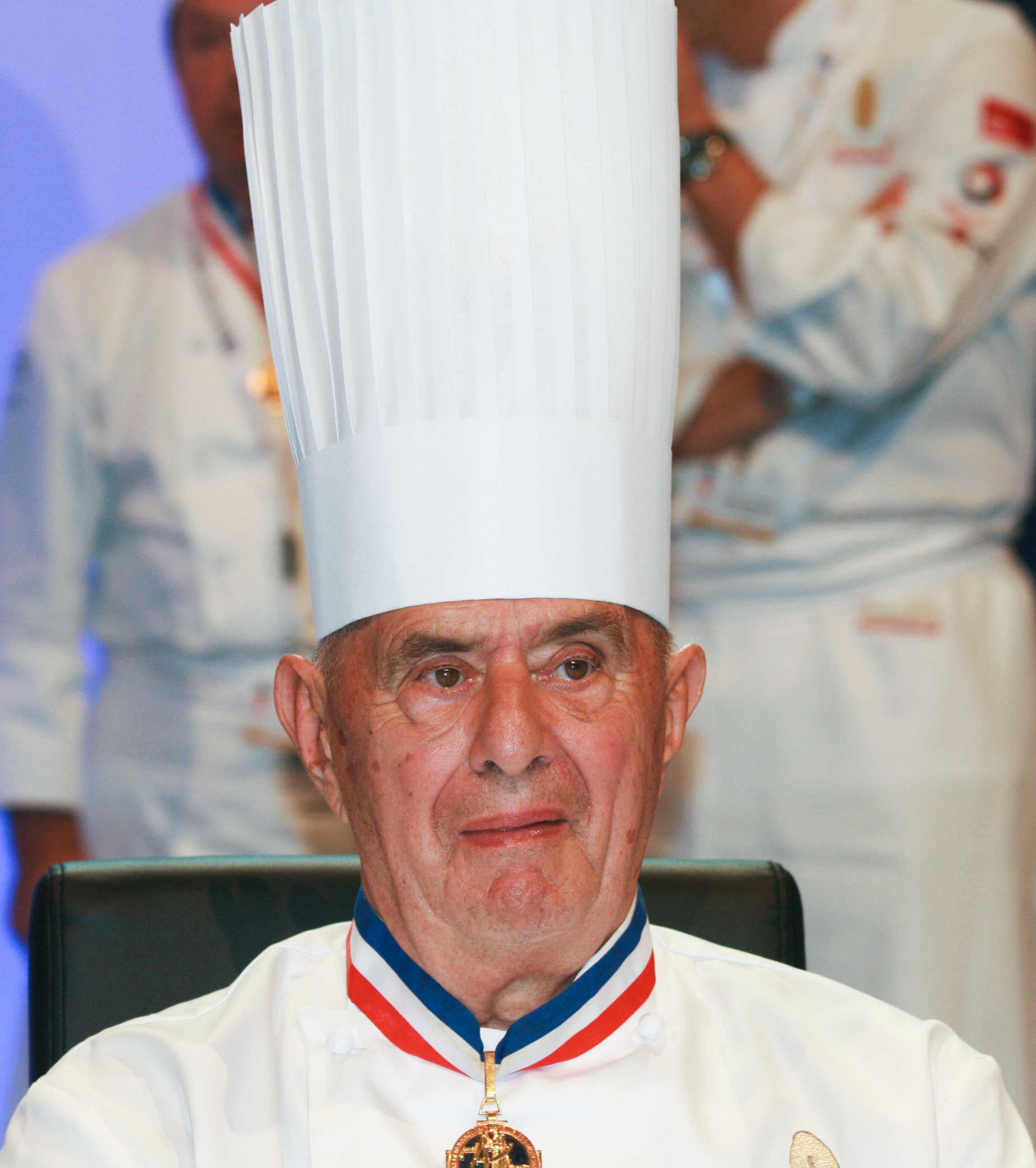
Paul Bocuse

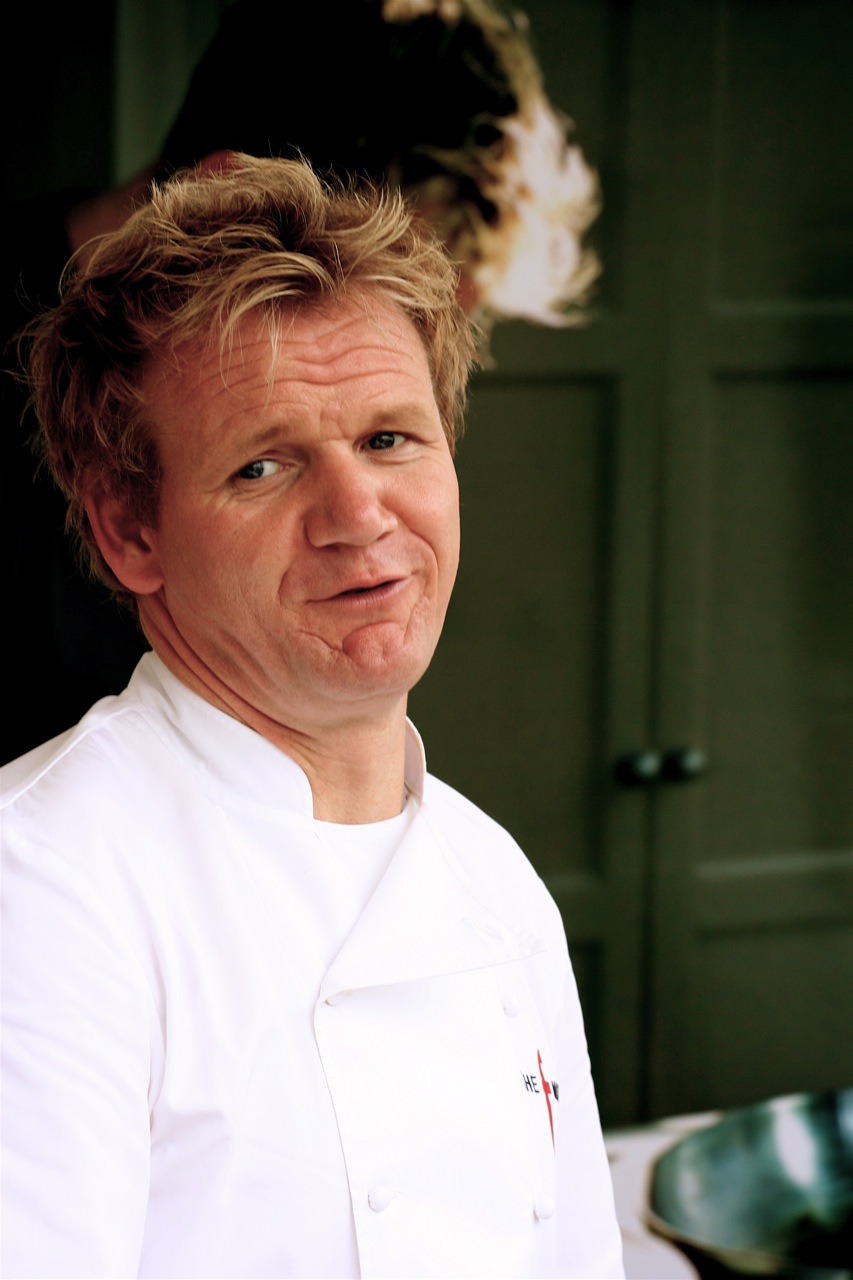
Gordon Ramsay

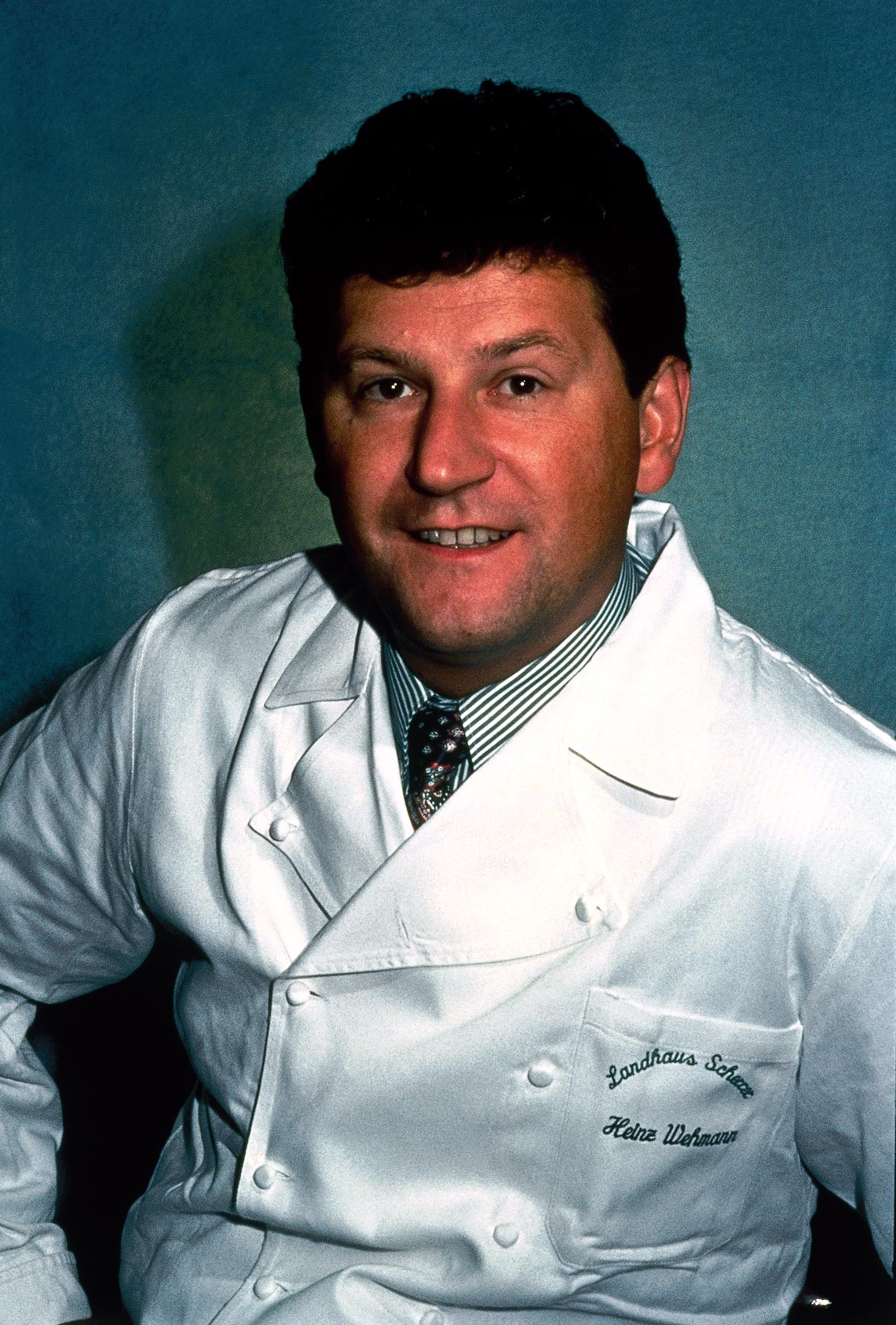
Heinz Ottó Wehmann

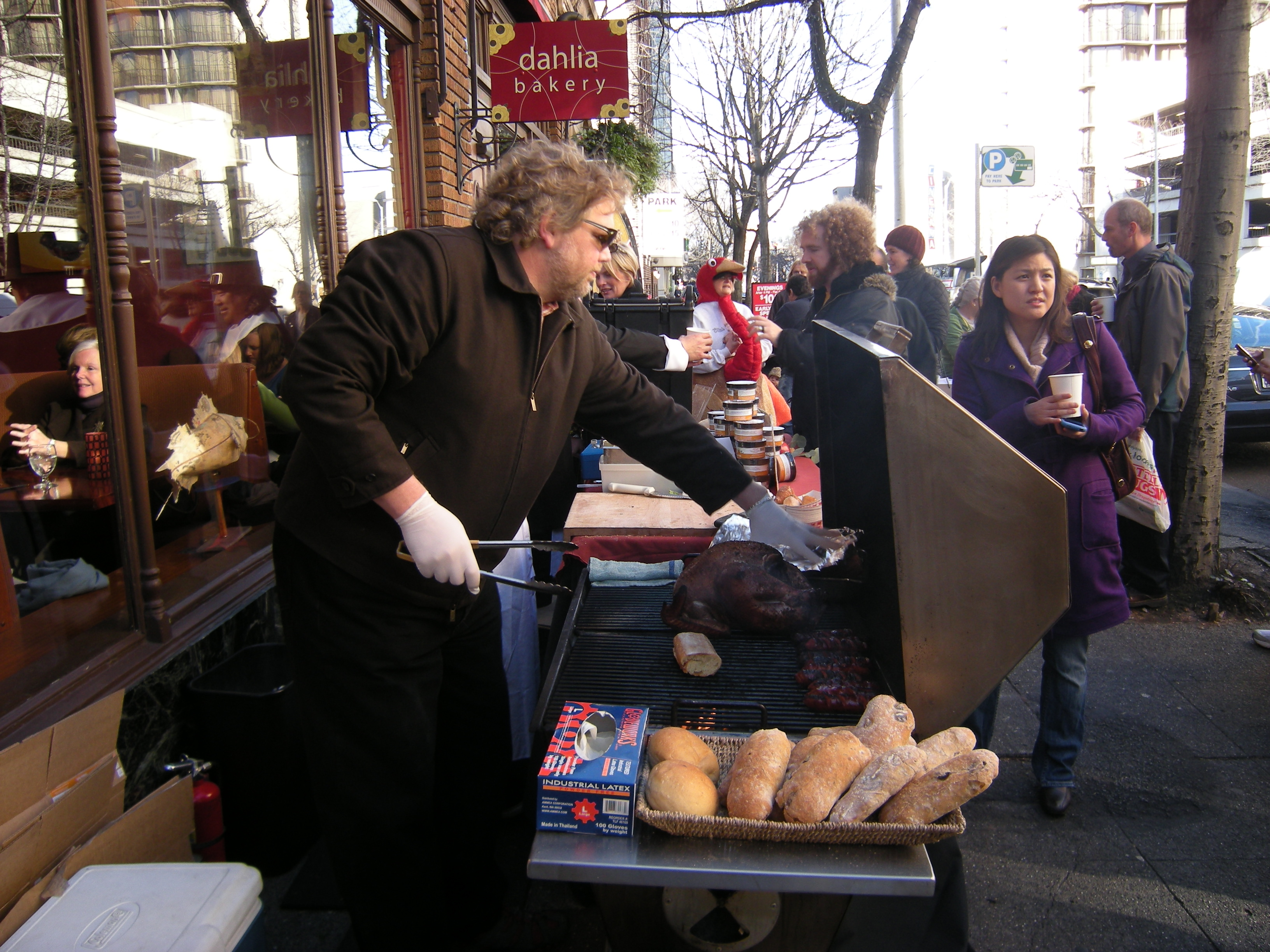
Tom Douglas

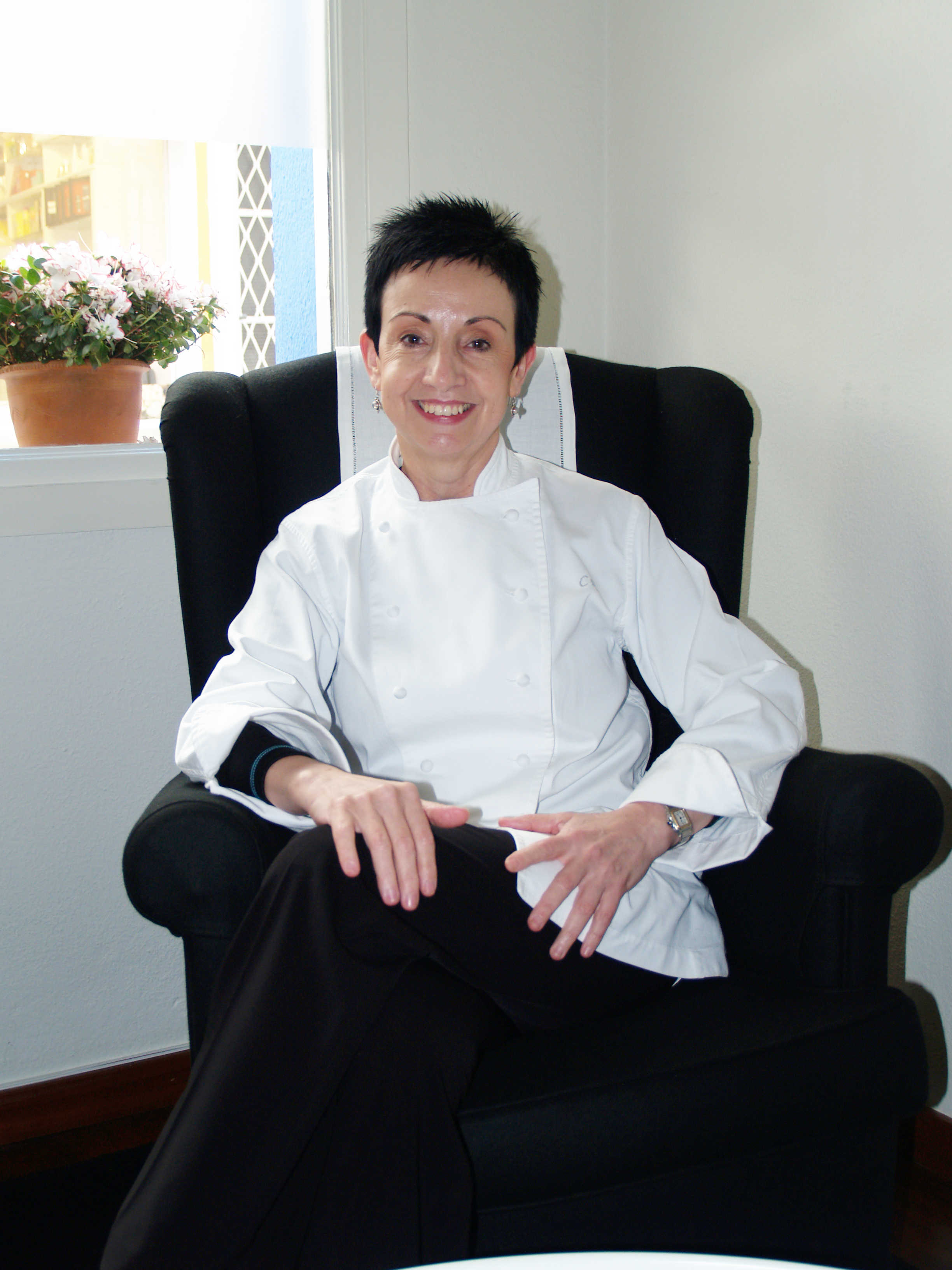
Carme Ruscadella

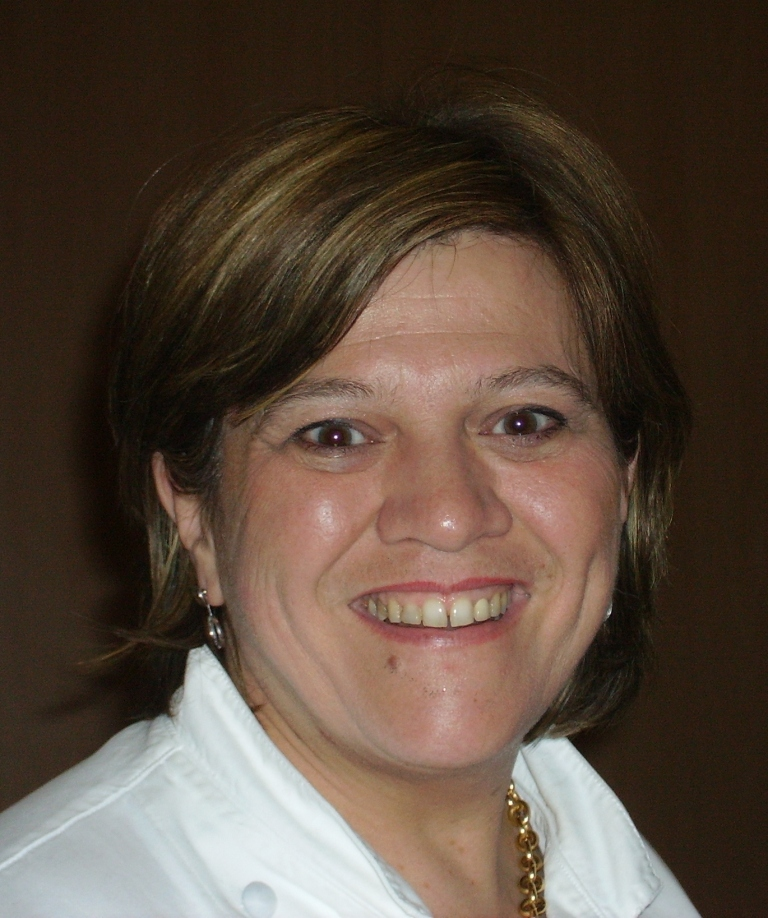
Léa Linster

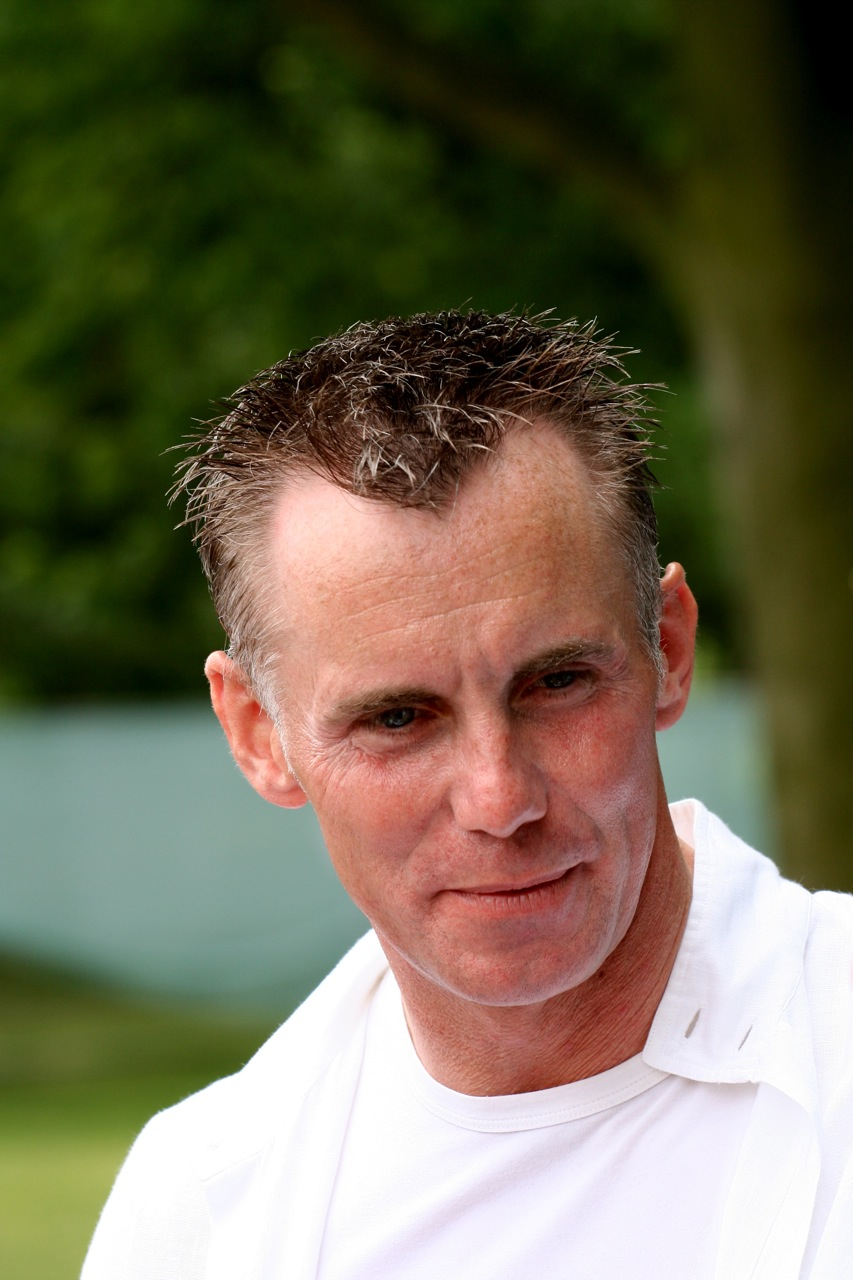
Gary Rhodes

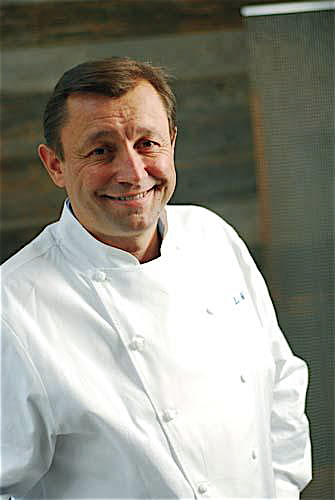
Laurent Manrique

| Ábécé szerinti tartalomjegyzék                                        |
| --------------------------------------------------------------------- |
| A B C Cs D E F G Gy H I J K L M N Ny O P Q R S Sz T Ty U V W X Y Z Zs |

## A
- Gaggan Anand indiai séf és étteremtulajdonos
- Ferran Adrià  katalán szakács, az egykori El Bulli étterem séfje és társtulajdonosa
- Akijama Tokuzó japán séf, előbb Taisó császár, majd Hirohito császár főszakácsa

## B
- Raymond Blanc  francia szakács
- Paul Bocuse  francia szakács, a 20. század egyik legnagyobb szakács ikonja, Évszázad Szakácsa cím birtokosa
- Massimo Bottura  olasz mesterszakács

## C
- Marie-Antoine Carême francia szakács, a szakácsok királya a királyok szakácsa
- Alain Chapel  francia szakács

## D
- Paula Deen amerikai szakácsnő és étteremtulajdonos
- Tom Douglas amerikai szakács
- Alain Ducasse  marokkói származású, francia születésű, monacói állampolgár szakács és étteremtulajdonos

## E
- Sven Elverfeld  német szakács
- Auguste Escoffier francia szakács és legendás étteremtulajdonos.

## F
- Keith Floyd brit szakács, népszerű főzősműsoraiban bejárta a világ szinte minden részét. Jópofa személyiségéhez és műsorai hangulatához [:

## G
- Frédy Girardet svájci séf

## L
- Léa Linster  luxemburgi mesterszakácsnő, az egyedüli nő, aki megnyerte a lyoni Bocuse d’Or-t
- Bernard Loiseau francia szakács

## M
- Laurent Manrique  francia szakács

## O
- Jamie Oliver angol szakács

## P
- Anne-Sophie Pic  francia szakácsnő
- Nicola Portinari  olasz séf
- Jacques Pépin francia séf. Többek között Charles de Gaulle francia elnök személyi séfje is volt.

## R
- Gordon Ramsay  skót sztárszakács, A konyha ördöge, mára 16 Michelin-csillag birtokosa
- René Redzepi  albán származású dán mesterszakács
- Joël Robuchon  francia séf, étteremtulajdonos, az Évszázad Szakácsa cím birtokosa, éttermeivel egy időben egyszerre 32  birtokosa volt, ezt rajta kívül még senki más nem érte el
- Carme Ruscalleda híres katalán séf

## S
- Guy Savoy francia séf és étteremtulajdonos
- Erik Schröter  német szakács[1]

## W
- Eckart Witzigmann  osztrák séf, gasztronómus és író, az Évszázad Szakácsa cím birtokosa
- Heinz Otto Wehmann  német sztárszakács, Gault Millau - 17 pont
- Marco Pierre White  brit séf, étteremtulajdonos és televíziós személyiség

## Y
- Chan Yan-tak  az első három csillagos kínai sztárszakács[2]